# Официальная газета Турецкой Республики
«Официальная газета Турецкой Республики» (тур. Türkiye Cumhuriyeti Resmî Gazete) — официальная газета Турции, основанная 7 октября 1920 года и издающаяся с 7 февраля 1921 года. Целью создания газеты является публикация решений, таких как законы, указы, постановления и циркуляры, изданные парламентом и президентом Турции.

## История
Первый номер газеты вышел 7 февраля 1921 года под названием Ceride-i Resmiye. Первые пятнадцать номеров газеты выходили один раз в неделю, следующие три номера выходили раз в две недели, затем — один раз в неделю. Газета не выпускалась с 18 июля 1921 по 10 сентября 1923 год из-за турецкой войны за независимость. Публикуется непрерывно с принятием Положения об оформлении официальных документов, которое было введено в действие Постановлением Совета Министров от мая 1925 года под номером 1970. Начиная с 763-го номера от 17 декабря 1927 года, газета продолжает издаваться под названием «Официальная газета Турецкой Республики». С 1 декабря 1928 года газета издаётся с новым турецким алфавитом на основе латиницы. Газета, которая в последний раз выходила в печатном виде 14 сентября 2018 года, с этой даты издается только в электронном виде.